# KF Besiana Podujevo
KF Besiana Podujevë (alb. Klubi Futbollistik Besiana Podujevë) – kosowski klub piłkarski utworzony w 1995 roku. W sezonie 2001/2002 mistrz Kosowa. W roku 2002 Klub zdobył Puchar Kosowa i Superpuchar Kosowa. Swoje mecze Besiana gra na miejskim stadionie w Podujevie.
W sezonie 2008/2009 klub zajął przedostatnie miejsce w lidze, zdobywając 26 punktów i wyprzedzając jedynie Dritę Gjilan. Po 21 kolejkach w sezonie 2009/2010 klub zajmował 13 miejsce w lidze, z dorobkiem 25 punktów. Obecnie zespół występuje w niższej klasie rozgrywkowej.

## Sukcesy
- Mistrzostwo Superligi: 1
  - 2001/2002

## Kadra drużyny na sezon 2007/2008
- Bramkarze
  - Florim Potera
  - Driton Ibrahimi (ur. 23 03 1986)

- Obrońcy
  - Driton Vokshi (ur. 20 08 1981)
  - Filip Koci (ur.03 10 1976)
  - Kujtim Kutllovci (ur.05 01 1985)
  - Driton Mahmuti (ur.03 04 1985)
  - Jeton Mehmeti (ur. 17 05 1985)

- Pomocnicy
  - Përparim Buzaku (ur. 25 06 1974)
  - Ervis Osmani (ur. 28 07 1981)
  - Bujar Blakçori (ur.04 02 1985)
  - Ilir Sekiraça (ur. 20 01 1985)
  - Ojukwu Ikechukwu (ur. 26 03 1981)
  - Ali Haxhiu (ur. 15 12 1978)
  - Driton Potoku (ur. 23 11 1980)
  - Burim Sadiku (ur. 25 07 1985)

- Napastnicy
  - Adem Bakiu (ur. 15 07 1976)
  - Ismet Ramushi (ur. 16 11 1979)
  - Adnan Murati (ur. 19 11 1993)